# Madonna delle Grazie tra i santi Antonio abate e Antonio da Padova
La Madonna delle Grazie tra i santi Antonio abate e Antonio da Padova o Madonna delle Grazie tra due committenti  è un affresco del pittore Perugino realizzato nel 1522 e conservato nel monastero di Sant'Agnese a Perugia.

## Storia
L'opera, che si trova in una cappella del monastero di Sant'Agnese di Perugia, fu prodotta nel 1522, un anno prima della morte dell'artista, su commissione delle due sorelle del convento Eufrasia e Teodora.

## Descrizione
L'opera argomenta la rappresentazione ricorrente nella pittura cristiana che rappresenta la Vergine Maria.
La Madonna con un'aureola, simmetricamente sormontata da due angeli volanti anche essi  con l'aureola, reggono (in origine) con la mano sinistra una corona sopra la testa della Vergine e un ramo nella mano destra. In ginocchio ai suoi piedi sono le due sorelle che commissionarono l'affresco Eufrasia e Teodora.
Su ciascun lato dell'affresco centrale si trovano i santi Antonio abate (a sinistra) e Antonio da Padova (a destra).
Lo sfondo è costituito da morbide colline rotonde punteggiate da fragili arbusti persi in lontananza in un cielo limpido, secondo la tradizione del maestro.

## Stile
Maria indossa i tradizionali colori rosso e blu: il rosso rappresenta la Passione di Cristo e il blu azzurro la Chiesa.
La scena è iscritta secondo un diagramma calmo e piacevole con corrispondenze ritmiche rafforzate dalle inclinazioni delle teste.
I volti sono rimasti intatti ed esprimono ancora la morbidezza, la delicatezza e lo sguardo pensieroso persi nel vuoto che è una delle caratteristiche principali dello stile del maestro.

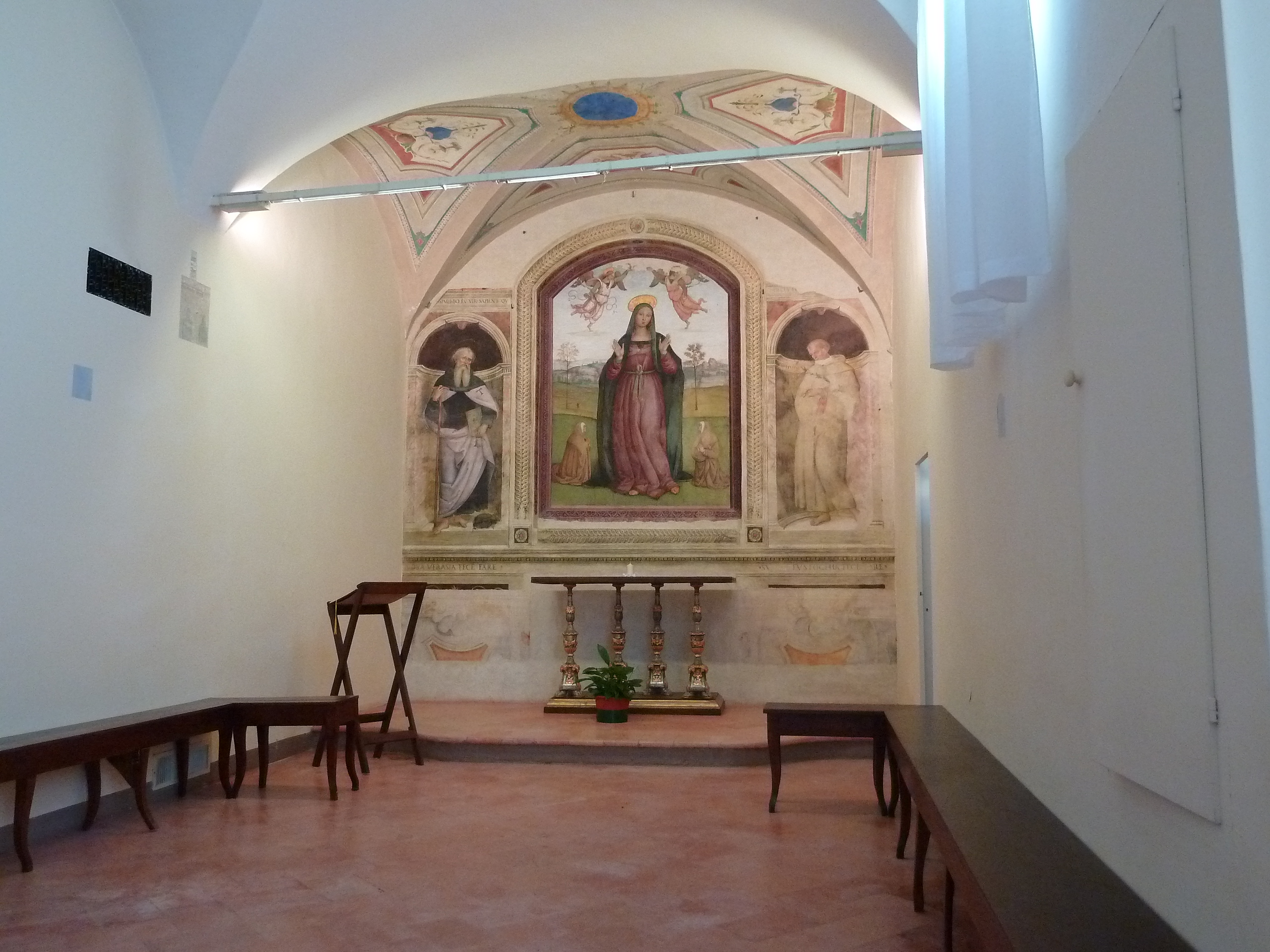
Vista dell'intera della cappella
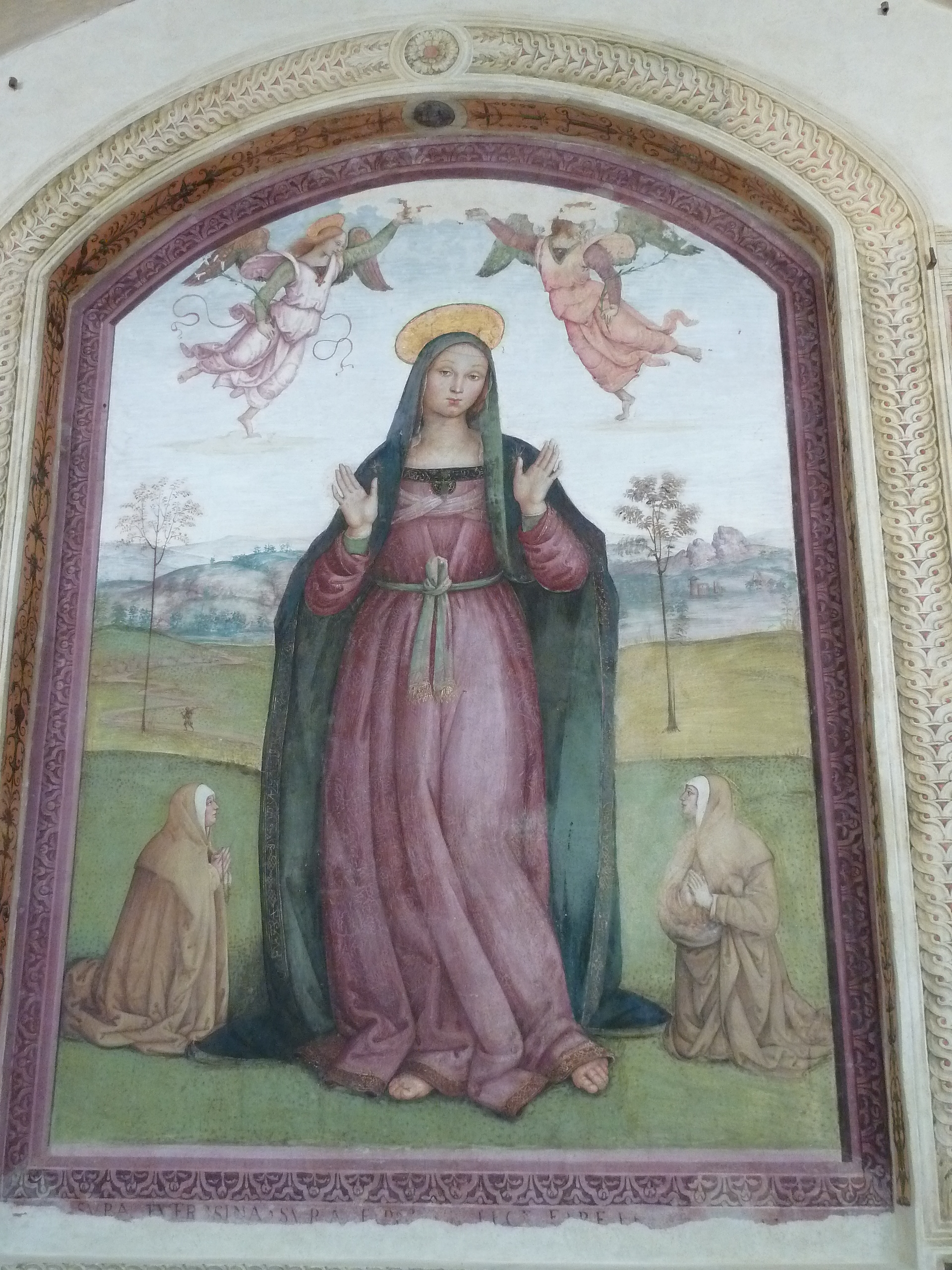
Affrasco centrale
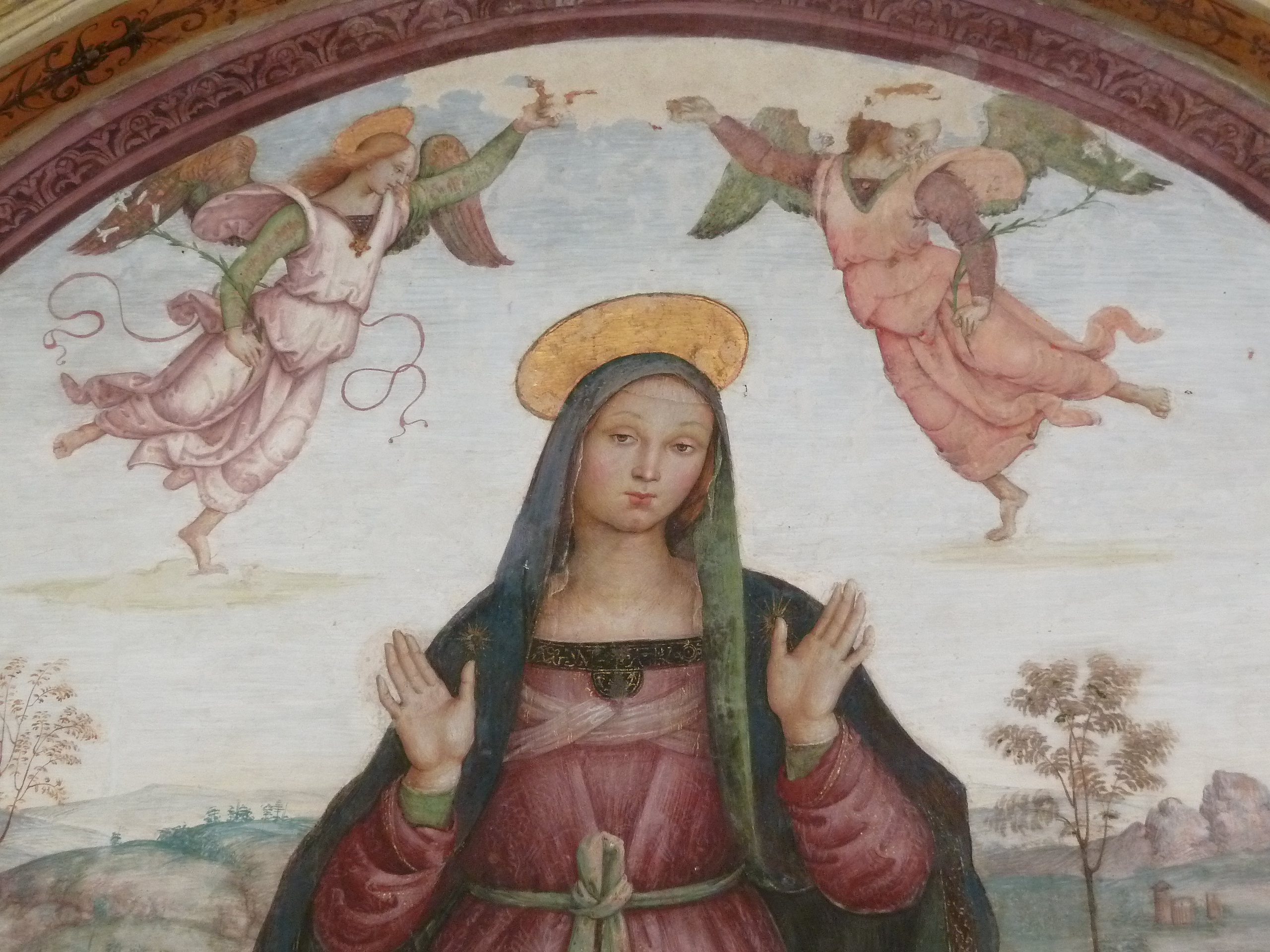
Dettaglio